# Walther Rathenau
Walther Rathenau (Berlin, 29. rujna 1867. – Berlin, 24. lipnja 1922.), njemački industrijalac, pisac i političar, kratkoročni ministar vanjskih poslova u Weimarskoj Republici iz redova Njemačke demokratske stranke. Jedan od istaknutih njemačkih teoretičara liberalizma.
Nakon predlaganja i potpisivanja Rapalskog ugovora, kojom su ukinute sve diplomatske, zakonske i gospodarske prepreke trgovini sa Sovjetskim Savezom, krajnji desničari prozvali su ga revolucionarem, iako je bio liberal koji se suprotstavljao komunističkom režimu. Dva mjeseca nakon potpisivanja ugovora, pripadnici O. C.-a (Organisation Consul-a) izvršili su atentat na njega ispred zgrade Reichstaga u Berlinu. Dio javnosti smatrao ga je demokratskim mučenikom, dok dolaskom NSDAP-a na vlast nije zabranjeno njegovo spominjanje.
Bio je uspješan židovski poduzetnik, koji se obogatio na prijevozu namirnica i opskrbljivanju njemačkih vojnika na Zapadnom bojištu tijekom Prvog svjetskog rata.

## Vanjske poveznice
- Popis djela na Projektu Gutenberg (www.gutenberg.org)